# Guettarda urbanii
Guettarda urbanii là một loài thực vật có hoa trong họ Thiến thảo. Loài này được Ekman mô tả khoa học đầu tiên năm 1928.